# Castello Eufemio
Il castello Eufemio è un castello medievale situato nel colle a ovest del comune di Calatafimi Segesta, nella provincia di Trapani in Sicilia.

## Storia
Il castello Eufemio doveva essere nella sua remota origine uno dei siti fortificati posti a difesa e a controllo delle vie di accesso a Segesta. Di esso si hanno documenti scritti solo a partire dalla metà del XII secolo, quando il viaggiatore e geografo arabo Idrisi lo descrive come "castello antico" con "un borgo popolato".
Nel XIII secolo è uno dei castelli imperiali utilizzati nelle truppe di Federico II nella lotta
contro i ribelli musulmani, che sembra avessero il loro caposaldo nel vicino villaggio di Calatabarbaro, in cima all'acropoli di Segesta. In questo periodo il castello fu probabilmente sottoposto ad un restauro.
Fu poi dimora dei feudatari di Calatafimi e dei governatori che l'amministravano in nome della corona. Nel 1282, durante la rivolta del Vespro, in esso probabilmente dimorava il suo feudatario Guglielmo Porcelet, che amato dai suoi sudditi, fu risparmiato e mandato incolume assieme alla sua famiglia in Provenza. Fu poi presidio militare e prigione fino al 1868, anno nel quale venne abbandonato ed in cui iniziò il suo lento degrado.

## Descrizione
Delle tre torri di questo castello, che viene raffigurato fin dal XVI secolo nello stemma del comune, sopravvivono oggi solo i ruderi delle due torri collocate alle estremità nord e sud della facciata principale, che guarda verso il centro urbano. Nella cortina muraria che le univa, vicino alla torre sud, volgendo le spalle all'abitato, si apriva la porta del castello. Della terza torre invece non c'è più traccia.
La porta immetteva in un vestibolo composto da due archi dal quale si accedeva alla corte. Sul lato sinistro del vestibolo e della corte si aprono le anguste porte di alcune celle sulle cui pareti si possono ancora scorgere i graffiti dei detenuti. Sullo stesso lato delle celle si ergeva un altro piano, probabilmente la vera e propria residenza signorile. Lungo il lato ovest si trovano poi allineate ampie cisterne per l'acqua piovana.